# David Leavitt
David Leavitt (Pittsburgh, 23 de junho de 1961) é um escritor americano.

## Biografia
Nascido em Pittsburgh, Pensilvânia, Leavitt estudou na Universidade de Yale. e é professor da Universidade da Flórida. Também ensinou na Universidade de Princeton.
É autor de Dança de família, Sentimentos paralelos, O vira-pautas, Martin Bauman, ou uma presa certa, A linguagem perdida dos guindastes, Enquanto a Inglaterra dorme  (pelo qual foi processado pelo poeta Stephen Spender), O Corpo de Jonah Boyd,  e numerosos contos. O seu romance mais recente é O escriturário indiano.  Leavitt, que é abertamente gay, explorou frequentemente os temas gay na sua obra.
Na Universidade da Flórida, ensina Escrita Criativa e é também editor da revista Subtropics, , a revista literária da Universidade da Flórida. Divide o seu tempo entre a Flórida e a Toscana, Itália. Muitos de seus livros foram traduzidos para o italiano e publicados em Itália.
Em 1994-95, Leavitt foi processado pelo poeta inglês Stephen Spender, que o acusou de ter plagiado o seu livro de memórias no romance Enquanto a Inglaterra dorme. Posteriormente, a Viking Press, a editora de Leavitt, aceitou excluir uma passagem do romance de Leavitt que era muito semelhante a Spender.  A editora também concordou nunca publicar o manuscrito acusado de plágio. Para além disso, Spender alegou que Leavitt tinha ficcionado a sua vida, especialmente pela adição de fantasias atribuídas ao personagem modelado por Spender (em particular, "usando a sua relação com Jimmy Younger"). "Se ele quer escrever sobre fantasias sexuais, deve escrever sobre as suas próprias", disse o poeta.

### Romances
- A linguagem perdida dos guindastes  ("The Lost Language of Cranes", 1986)
- Sentimentos paralelos  ("Equal Affections", 1989)
- Enquanto a Inglaterra dorme  ("While England Sleeps", 1993; revisto e reeditado em 1995)
- Gravity
- O vira-pautas  ("The Page Turner", 1998)
- Martin Bauman, ou uma presa segura  ("Martin Bauman, or A Sure Thing", 2000)
- O corpo de Jonah Boyd  ("The Body of Jonah Boyd", 2007)
- O escriturário indiano  ("The Indian Clerk", 2007)

### Contos
- Dança de família  ("Family Dancing", 1984)
- A Place I've Never Been  (1990)
- Arkansas  (1997)
- A colcha de mármore  ("The Marble Quilt", 1997)

### Não-ficção
- Italian Pleasures  (1996) (com Mark Mitchell)
- Pages Passed from Hand to Hand: The Hidden Tradition of Homosexual Literature in English from 174 to 1914  (1997) (editor, com Mark Mitchell)
- In Maremma: Life and House in Southern Tuscany  (2001) (com Mark Mitchell)
- Florença, um caso delicado  ("Florence, a Delicate Case")
- The Man Who Knew Too Much: Alan Turing and the Invention of the Computer  (2005)